# 阿邦库尔 (北部省)
阿邦库尔（法語：Abancourt，法語發音：[abɑ̃kuʁ] ⓘ）是法国上法蘭西大區北部省的一个市镇，属于康布雷区。

## 地理
阿邦库尔（50°14'3"N, 3°12'48"E）面积5.67 平方千米，位于法国上法蘭西大區北部省，该省份为法国最北部的省份及最长的省份，西北濒北海，西接加来海峡省，南至埃纳省和索姆省，东与比利时接壤。
与阿邦库尔接壤的市镇（或旧市镇、城区）包括：昂朗格莱、桑库尔、邦蒂尼、布莱库尔、弗雷西、埃皮努瓦。

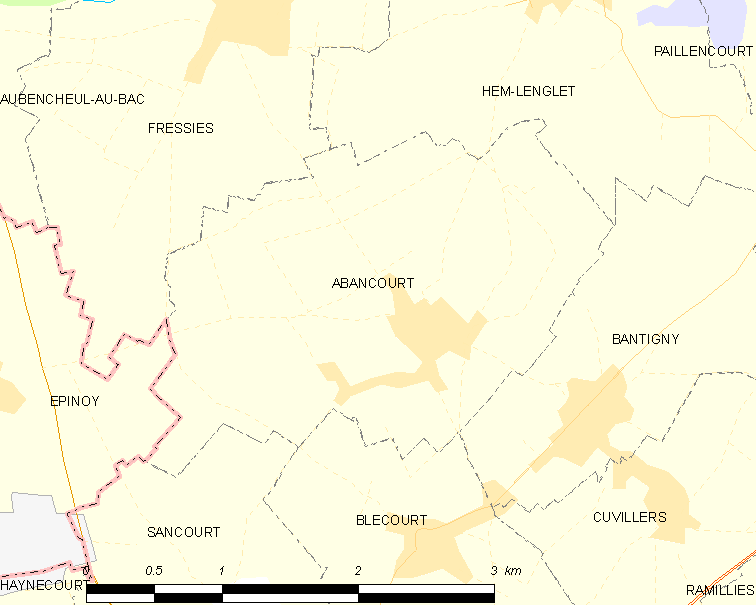
的OSM定位图

阿邦库尔的时区为UTC+01:00、UTC+02:00（夏令时）。

## 行政
阿邦库尔的邮政编码为59268，INSEE市镇编码为59001。

## 政治
阿邦库尔所属的省级选区为康布雷县。

## 人口

1962-2008年间人口变化图示

阿邦库尔于2022年1月1日时的人口数量为450人。